# Mittellinienverlagerung

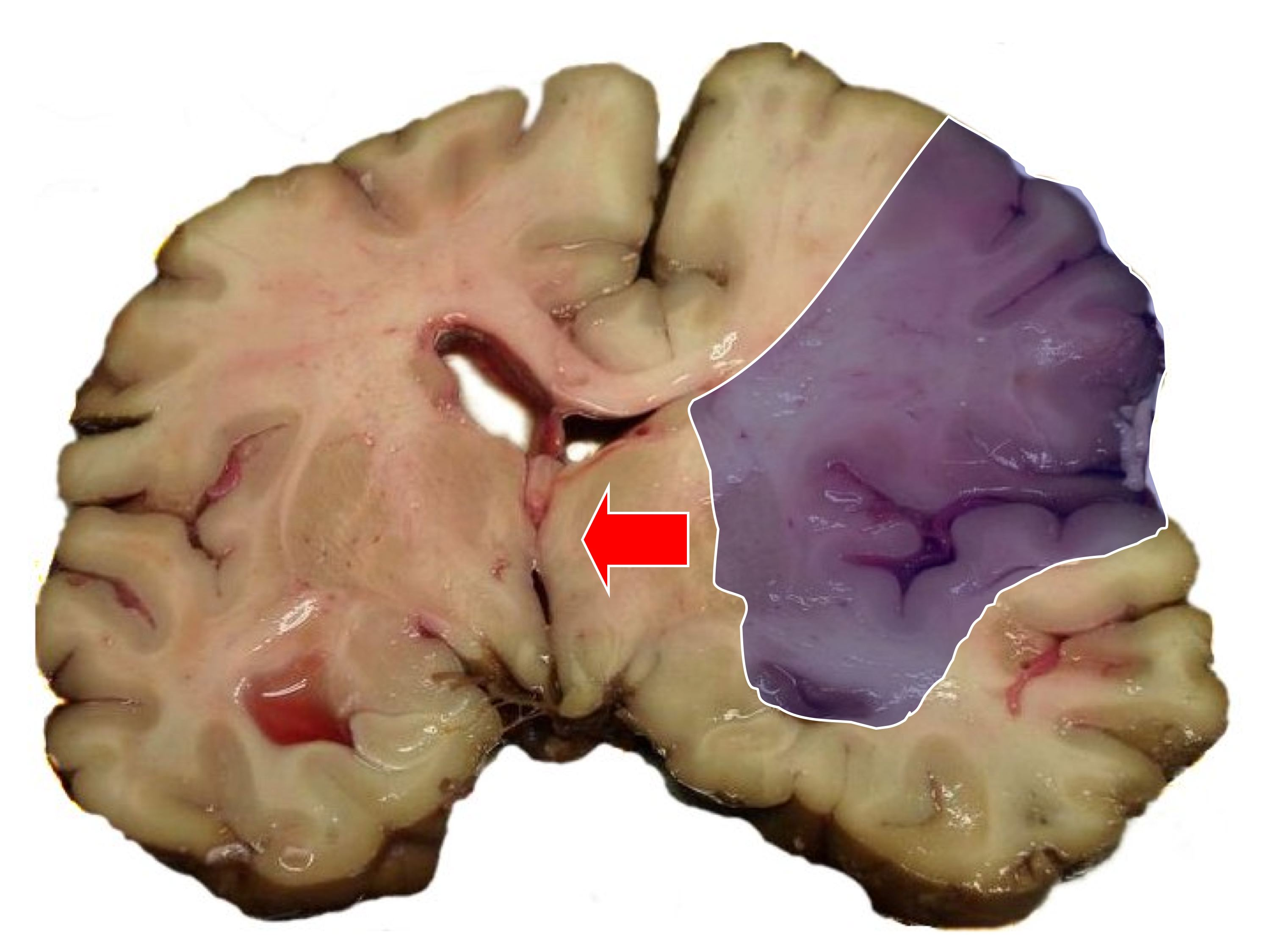
Ein Schlaganfall (blauer Bereich) verursacht eine Mittellinienverlagerung (Pfeil)

Die Mittellinienverlagerung (auch Mittellinienshift) ist die Verschiebung des Gehirns über die Mittellinie des Schädels. Sie wird durch eine Raumforderung verursacht und kann mittels Schnittbildgebung dargestellt werden. Als Zeichen eines deutlich erhöhten Hirndrucks ist sie allgemein ein ungünstiges prognostisches Zeichen. Die Therapie erfolgt, abhängig von der Schwere der Verschiebung und der Ursache, mit abschwellenden Medikamenten und/oder einer chirurgischen Entlastung.

## Bildgebung

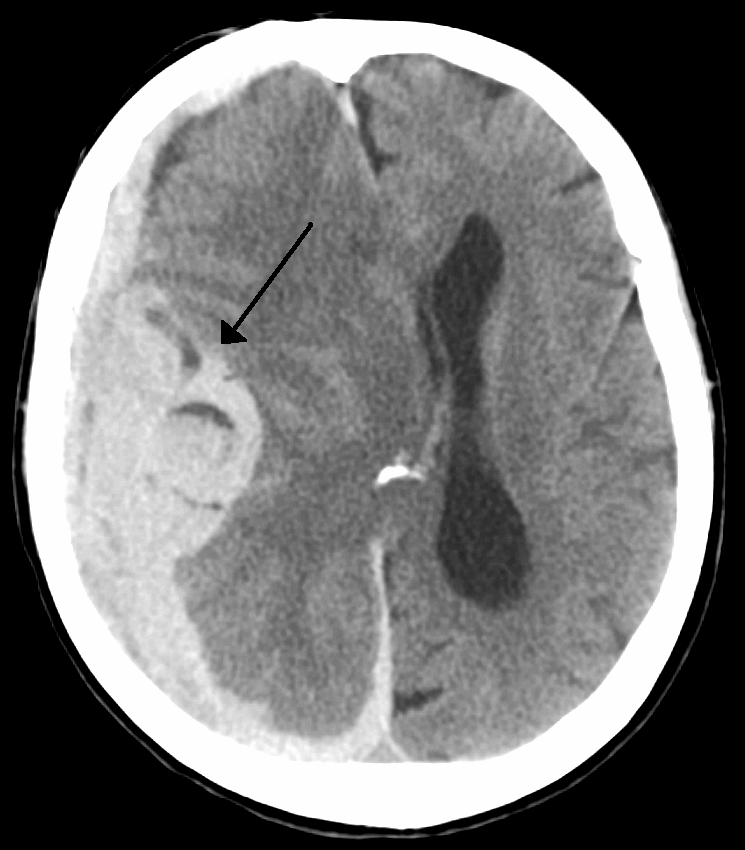
Eine Hirnblutung (Pfeil) verursacht eine Mittellinienverlagerung mit Kompression des rechten Seitenventrikels.

Eine Mittellinienverlagerung kann bildgebend dargestellt werden, dabei kommen vor allem schnittbildgebende Verfahren wie die Computertomografie (CT) und Magnetresonanztomographie (MRT) zum Einsatz. Das CT ist Goldstandard in der Diagnostik, weist jedoch nur eine Sensitivität von etwa 81 % und eine Spezifität von etwa 43 % für das Vorliegen von erhöhtem Hirndruck auf.
Die Mittellinienverschiebung wird üblicherweise in Millimeter seitlicher Abweichung gemessen.

## Ursachen
Jeder ausreichend raumfordernde Prozess im Schädel kann durch einen erhöhten Hirndruck eine Mittellinienverlagerung verursachen. In erster Linie tritt sie im Rahmen schwerer Schädel-Hirn-Traumata, Hirnblutungen, Schlaganfällen (insbesondere dem malignen Mediainfarkt), Hirntumoren und Abszessen oder dem begleitenden Ödem auf.

## Klinik
Eine Mittellinienverlagerung ist ein Zeichen für einen kritisch hohen Hirndruck gesehen und ist mit ungünstigeren Prognosen assoziiert.
Die Therapie hängt vom Grad der Verschiebung und der Ursache des erhöhten Hirndrucks ab. Bei Schädel-Hirn-Traumata stellt eine Mittellinienverlagerung von mehr als 5 mm in der Regel die Indikation zur akuten operativen Entlastung.